# Petříkov (Ostružná)
Petříkov (německy Peterswald) je vesnice ležící v severní části Olomouckého kraje, v okrese Jeseník. Je částí obce Ostružná. Petříkov leží v údolí říčky Branná, v nadmořské výšce 740–950 metrů. Bývalo to významné zimní středisko.

## Historie
Osadu Petříkov založil na svém kolštejnském panství v roce 1617 Hanuš Petřvaldský z Petřvaldu. Součástí tohoto panství zůstal Petříkov i poté, co bylo Hanuši Petřvaldskému v důsledku jeho účasti na stavovském povstání konfiskováno a uděleno českému místodržícímu Karlu z Lichtenštejna, v jehož rodě pak setrvalo až do konce patrimoniální správy roku 1850.
Od počátku obecního zřízení (1850) je Petříkov osadou Ostružné, jen v letech 1975–1990 byl, stejně jako samotná Ostružná, částí obce Branná. Škola zde byla založena roku 1854 (samostatná budova postavena roku 1911, zanikla roku 1945). Za první republiky zde fungovala i česká menšinová škola. Před první světovou válkou se zde těžil pyrit a grafit. Těžba pyritu po první světové válce zanikla, tuha se dále těžila i v meziválečném období.
Po druhé světové válce a odsunu původních obyvatel byla osada dosídlena jen ze třetiny a počet obyvatel pak dále klesal. Oproti 45 domům v roce 1930 jich bylo v roce 1991 trvale obýváno jen pět. Osada se však rozvíjela a rozvíjí jako sezónní (zimní) turistické středisko s řadou sjezdovek a letní bobovou dráhou.

## Obyvatelstvo
| Rok            | 1869 | 1880 | 1890 | 1900 | 1910 | 1921 | 1930 | 1950 | 1961 | 1970 | 1980 | 1991 | 2001 | 2011 | 2021 |
| -------------- | ---- | ---- | ---- | ---- | ---- | ---- | ---- | ---- | ---- | ---- | ---- | ---- | ---- | ---- | ---- |
| Počet obyvatel | 222  | 237  | 212  | 207  | 167  | 150  | 148  | 43   | 37   | 20   | 13   | 16   | 24   | 27   | 28   |
| Počet domů     | 36   | 36   | 43   | 39   | 39   | 42   | 45   | 38   | 38   | 7    | 5    | 8    | 8    | 15   | 15   |

## Pamětihodnosti
- kaple svatého Vavřince z roku 1909
- Do katastrálního území Petříkova zasahuje evropsky významná lokalita Rychlebské hory – Sokolský hřbet a přírodní památka Rašeliniště na Smrku.

## Galerie

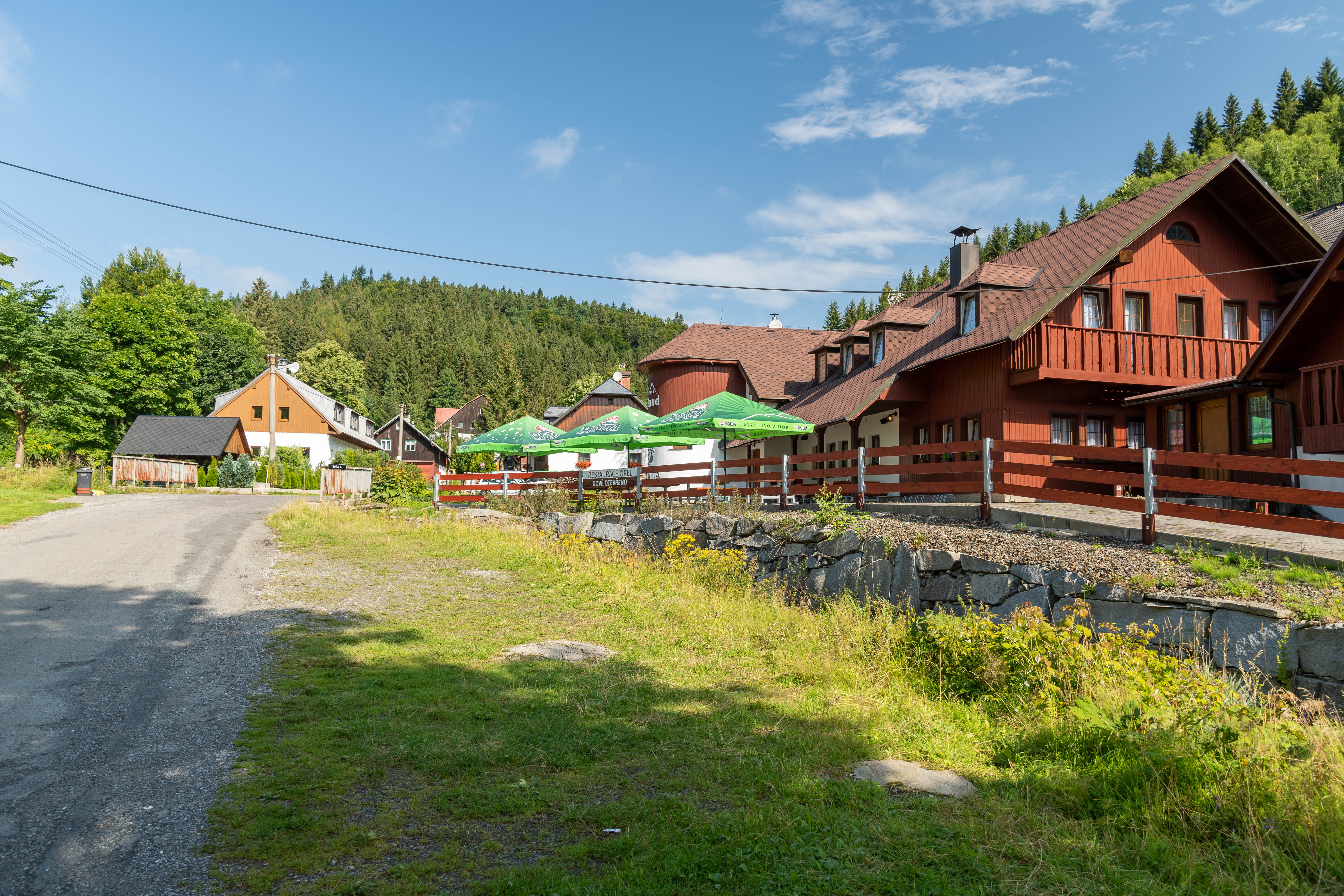
Pohled na hlavní ulici ve vsi
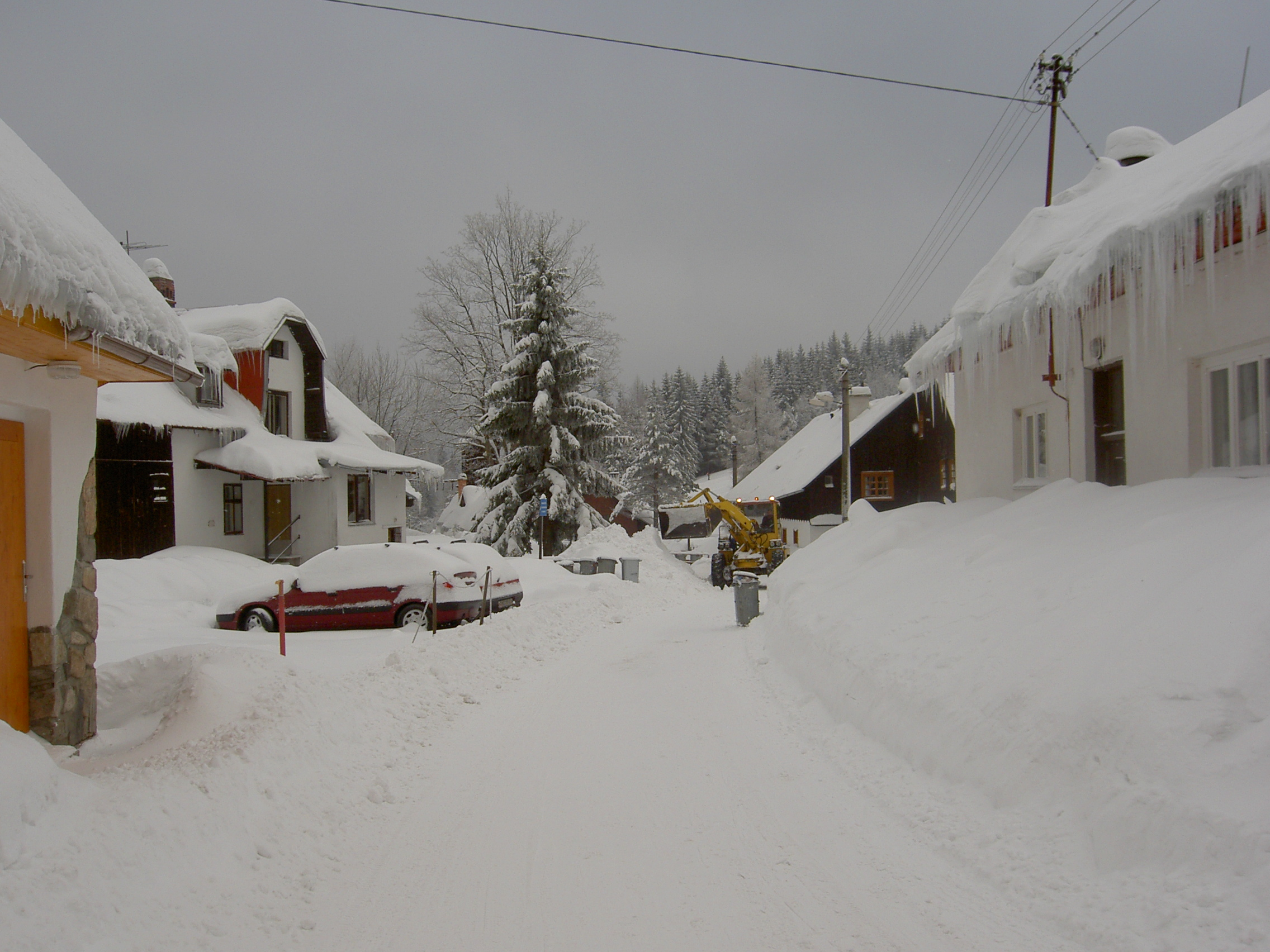
Petříkov v zimě
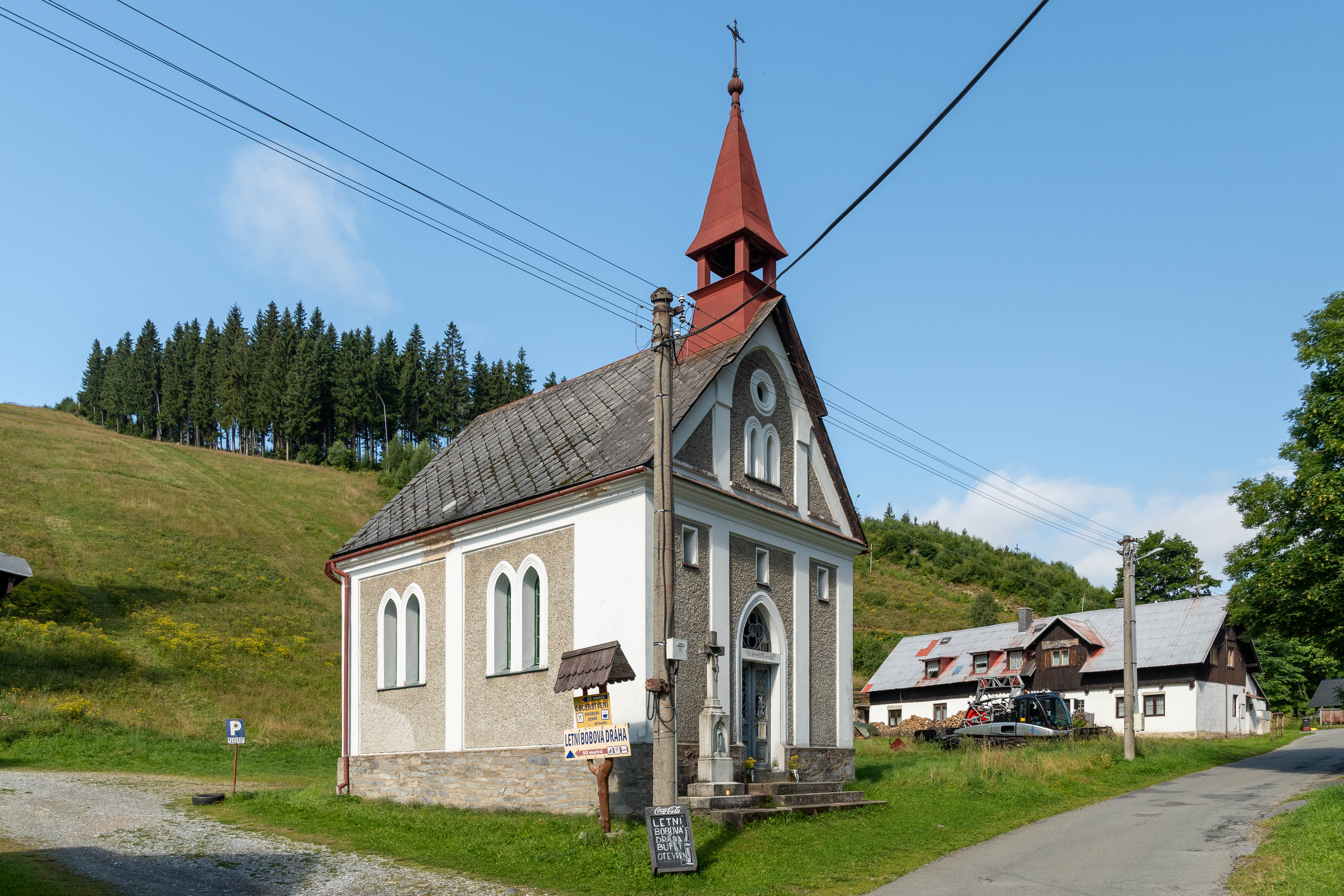
Kaple svatého Vavřince v roce 2021
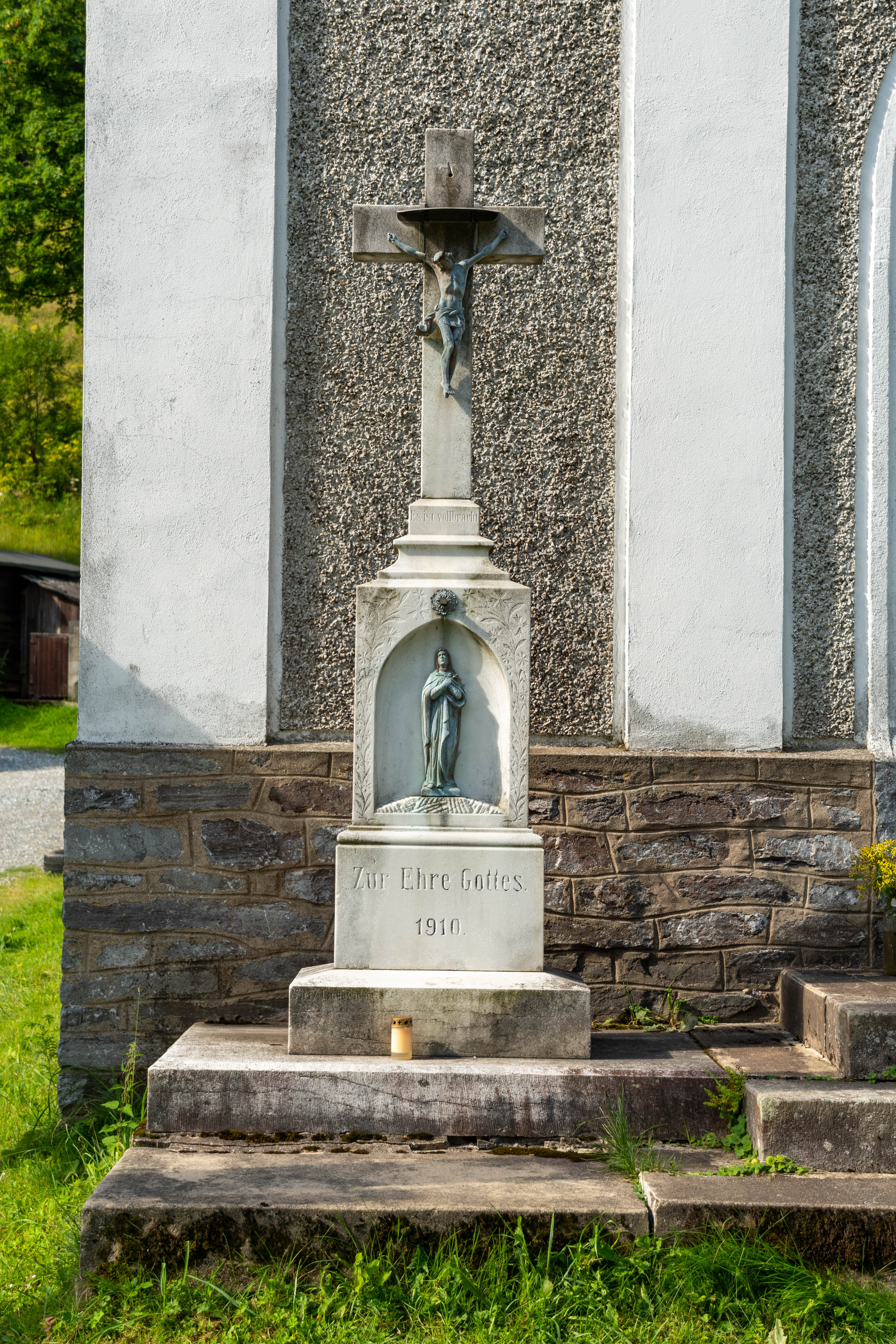
Kříž před kaplí
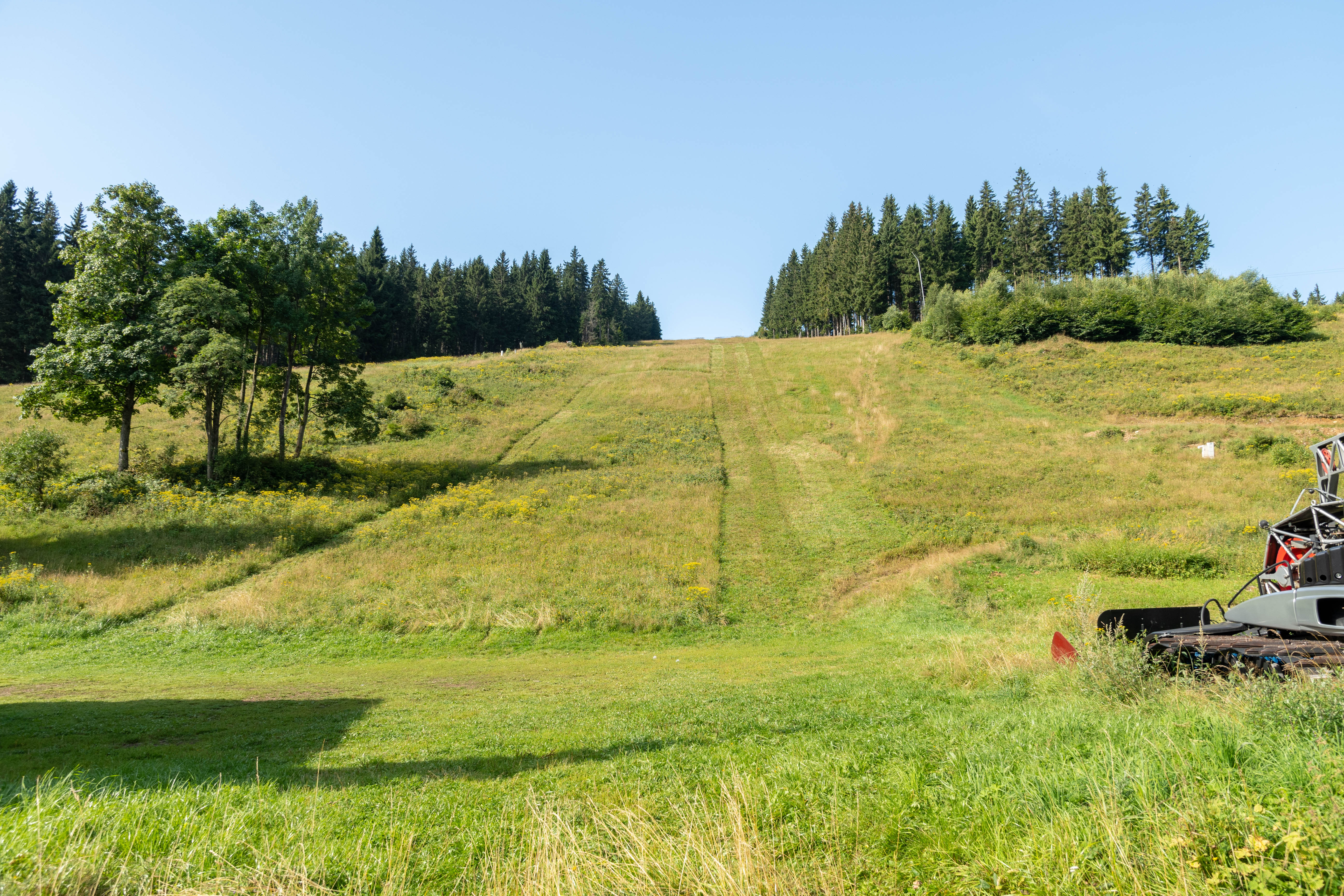
Sjezdovka ve vsi
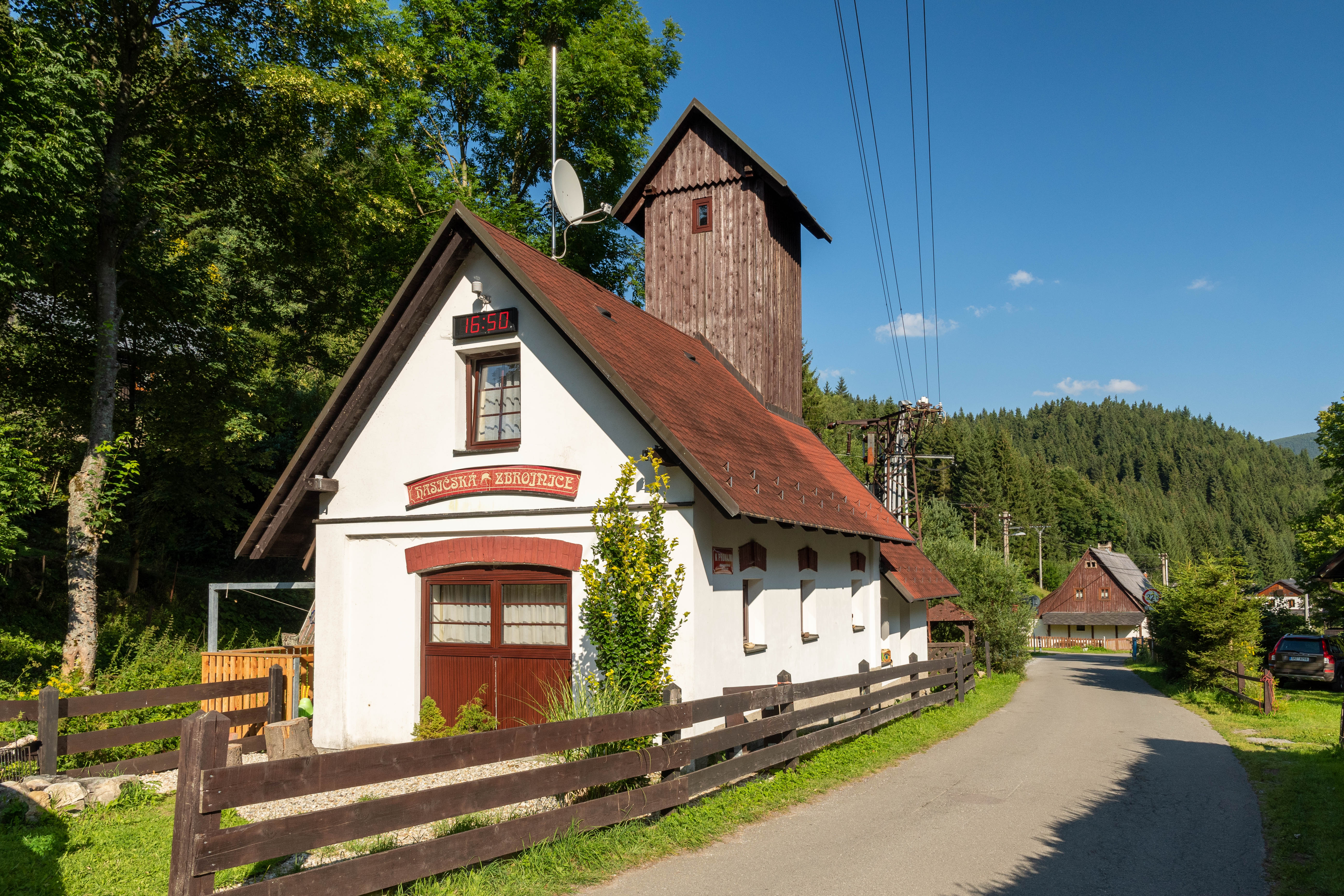
Bývalá hasičská zbrojnice, nyní rekreační objekt